# Picathartoidea
Picathartoidea  è una superfamiglia di uccelli passeriformi dell'infraordine Passerida.

## Tassonomia
La superfamiglia Picathartoidea comprende le seguenti famiglie:
Famiglia Picathartidae Lowe, 1938
- Genere Picathartes Lesson, 1828
  - Picathartes gymnocephalus (Temminck, 1825) - picatarte collobianco
  - Picathartes oreas Reichenow, 1899 - picatarte collogrigio

Famiglia Chaetopidae
- Genere Chaetops Swainson, 1832
  - Chaetops aurantius Layard, 1867- saltarocce pettoarancio
  - Chaetops frenatus  (Temminck, 1826) - saltarocce del Capo

Famiglia Eupetidae Bonaparte, 1850
- Genere Eupetes Temminck, 1831
  - Eupetes macrocerus Temminck, 1831 - garrulo ralloide della Malesia